# 莫里西·克维捷拉什维利
莫里西·米哈伊洛维奇·克维捷拉什维利（1995年3月17日—），俄罗斯-格鲁吉亚花样滑冰运动员，2019年大冬会男子单人滑铜牌得主、2020年欧洲锦标赛男子单人滑铜牌得主。